# Estación de Riaza
Riaza es una estación de ferrocarril situada en el municipio español de Riaza, en la provincia de Segovia, comunidad autónoma de Castilla y León. La estación, perteneciente al ferrocarril directo Madrid-Burgos, actualmente está cerrada al servicio.

## Situación ferroviaria
La estación pertenece a la línea férrea de ancho ibérico Madrid-Burgos, situada en su punto kilométrico 120,987 a 1165 metros de altitud. Se halla entre las estaciones Santo Tomé del Puerto y Boceguillas. El tramo es de vía única y está sin electrificar.

## Historia
Las instalaciones ferroviarias de Riaza forman parte del ferrocarril directo Madrid-Burgos. Esta línea fue inaugurada el 4 de julio de 1968, tras haberse prolongado las obras varias décadas. En el momento de su inauguración el trazado formaba parte de la red de RENFE. El objetivo del ferrocarril era reducir el tiempo de recorrido entre Madrid y la frontera francesa. Por esta estación llegaron a efectuar parada el Diurno "Iberia" y varios Talgo III en época estival.
Para la década de 1990 la línea se encontraba en franca decadencia y la mayoría de estaciones fueron cerradas a los servicios de pasajeros. 
Desde enero de 2005, con la extinción de la antigua RENFE, el ente Adif pasó a ser el titular de las instalaciones ferroviarias.
Tras el derrumbe en el túnel de Somosierra, en 2011, no circulan servicios ferroviarios por este tramo.

### La odisea de Nicomedes Redondo
El 27 de octubre de 1932, un extrabajador de las obras del Metro de Madrid, Nicomedes Redondo Asenjo, fue llamado para desempeñar un trabajo de carácter transitorio. Su misión era alojarse en el terminado edificio de viajeros de la estación de Riaza, para disuadir del vandalismo, hasta la puesta en servicio de la línea. Era cuestión de "semanas, nada más...", le dijeron. Y así comenzó su jornada de vigilante, con un jornal de 10 pesetas.
Lo que iba a ser un trabajo eventual, se convirtió en una estancia de treinta años. Vivió aislado, comunicado con la civilización por un camino de cabras, pues los accesos se completaron mucho más tarde y quedaban inutilizados en invierno. A ello se sumaba la presencia de lobos, por lo que siempre tenía una escopeta o arma consigo. Nicomedes rehízo su vida y compartió con su mujer e hijo la estancia en la estación, mientras que años más tarde, la casilla del guardavías cercana servía de alojamiento a los nietos. En una caseta para tal fin, se fueron sucediendo más de treinta perros para espantar a los rebaños que invadían la finca. De vez en cuando, algún vecino bajaba bromeando para preguntar si el tren venía con retraso...
En 1962, el periodista Rafael Escamilla, de "La Hoja del Lunes", entrevistó al peculiar Robinson Crusoe de las montañas, cuya fama alcanzaba toda la comarca. El titular del artículo, publicado el 12 de noviembre de 1962 en dicho periódico decía así: "Treinta años esperando al tren". Nicomedes se jubiló en 1963, tras cumplir a rajatabla su misión y sin ver circular un solo tren.

## La estación
Se sitúa a unos 3 km de Riaza, con buen acceso. El edificio de viajeros tiene disposición lateral a la vía y se encuentra vandalizado. Consta de dos alturas, buhardillas y tejado de pizarra. Completan las instalaciones un almacén con cocheras, casilla del guardagujas, servicios en el exterior y elemento de aguada.
Consta de cuatro vías (la vía 4 es de acceso al muelle de mercancías), dos de cruce de 540 m cada una (vías 2 y 3) y la principal (vía 1). El andén central da acceso a la vía 1 y 2 y el andén lateral exclusivamente a la vía 2. Los trenes apartados del servicio y estacionados tenían como destino final el centro de desguace de Aranda de Duero-Chelva.
Se iniciaron trabajos en su día para uso como alojamiento rural, hoy paralizados.